# Sven Börtz
Sven Erik Svante Börtz, född 5 augusti 1940 i Helsingborgs Gustav Adolfs församling, är en svensk målare och tecknare.
Börtz är delvis autodidakt som konstnär, och arbetade som medhjälpare i en glasmosaikateljé 1963–1964 och genomgick en kurs i silkscreentryck 1978 samt studerade kalkmåleri vid Konsthögskolan i Stockholm 1983 och 1985. Han har haft ett 30-tal separatutställningar sedan 1965 och medverkat i ett flertal samlingsutställningar sedan 1964 bland annat Teckningstriennalen i Landskrona och med Helsingborgs konstförening samt Skånes konstförening. Han tilldelades statligt konstnärsbidrag 1980 och 1982 samt Domenico Ingannis stipendium för muralkonsten 2013.
Bland hans offentliga arbeten märks ett antal väggmålningar i Helsingborg och klinkermosaik i Hjärup. Vid sidan av sitt eget skapande har han varit verksam som lärare vid TBV konstskola i Helsingborg och bidragit med teckningar till kultursidan i Helsingborgs Dagblad. Börtz är representerad vid Moderna Museet, Statens konstråd, Helsingborgs kommun, Kristianstads läns landsting och Malmöhus läns landsting.